# The white cube
The white cube is een artistiek kunstwerk in Amsterdam-Centrum.
Het is een lichtinstallatie van Giny Vos uit 2012. Giny Vos heeft meerdere kunstwerken in Amsterdam, zoals bijvoorbeeld White noise in Amsterdam-Zuid. De reden van plaatsing van The white cube was minder romantisch. Eigendom van Woningbouwbedrijf De Key aan de Nieuwezijds Armsteeg stammend uit circa 1986 werd geplaagd door urine van wildplassers. Ondanks dat het bedrijf maatregelen trof bleef het wildplassen doorgaan. In de jaren tien was de maat vol en liet De Key de voorgevel vernieuwen, waarbij nieuwe deuren en kozijnen werden geplaatst als ook een nieuw paneel met de brievenbussen. De gevel werd bekleed met een wand van aluminium. Vos bracht daaropvolgend een tekening in lichtlijnen aan waarbij een driedimensionaal zicht lijkt te ontstaan. Door alles simpel te houden in rechte lijnen wijkt het gevelbeeld af van de bonte verzameling andere “kunstuitingen”. Door de stroken schijnt indirect licht van LEDs.

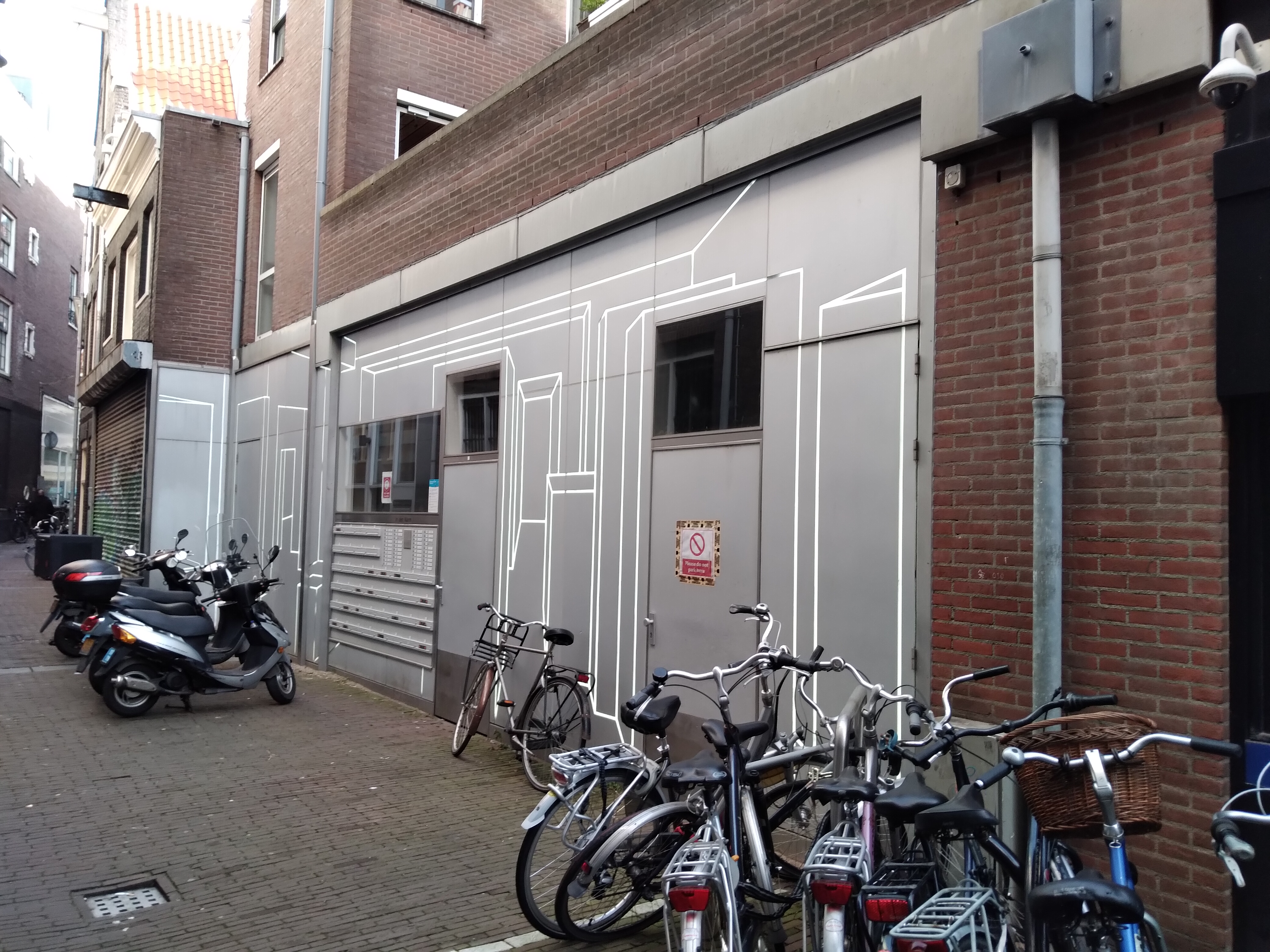
The white cube (februari 2021)